# Flying Blue
Flying Blue este programul de fidelitate al companiilor aeriene din grupul Air France - KLM. Acesta a fost înființat la data de 6 iunie 2005 ca înlocuitor pentru programele de fidelitate utilizate la vremea respectivă de către companiile aeriene Air France și KLM.
Flying Blue este de asemenea programul de fidelitate utilizat din anul 2010 de către compania aeriană TAROM, o dată cu aderarea la alianța aeriană SkyTeam.
În cadrul unui program de fidelitate utilizat de către companiile aeriene, pasagerii companiei aeriene pot acumula puncte (denumite deseori Mile) și beneficii în funcție numărul și distanța călătorită.
Începând cu 1 aprilie 2018, programul de fidelitate Flying Blue va avea un sistem schimbat de recompense care se va baza pe suma cheltuită pentru servicii oferite de către companiile care folosesc programul de fidelitate.